# Yop Réunion Pro WQS
Le Yop Réunion Pro WQS est une compétition de surf des World Qualifying Series 1998 disputée en 1998 à l'île de La Réunion, dans le sud-ouest de l'océan Indien. Dotée de 60 000 dollars, elle est remportée par l'Sud-Africain Greg Emslie.